# Ядро лицевого нерва

Схематичне зображення ядра лицевого нерва (7)

Ядро лицевого нерва (лат. nucleus nervi facialis), або рухове ядро лицевого нерва — рухове ядро VII пари черепних нервів. Найбільше ядро серед усіх рухових ядер черепних нервів у людини. Аксони рухових нейронів виходять зі стовбуру мозку та у з'єднюються з волокнами проміжного нерва (частина лицевого нерва), далі прямують в лицевому каналі. В лицевому каналі відходить стремінцевий нерв, який іннервує однойменний м'яз. Після виходу з лицевого каналу аксони розподіляються між декількома рухливими гілочками: гілкою до заднього черевця двочеревцевого м'яза, гілкою до шило-під'язикового м'яза та гілками, які утворюють велику гусячу лапку.
Соматотопічно ядро складається з чотирьох частин: бічної, яка в основному отримує волокна з протилежної півкулі, і яка іннервує м'язи нижньої частини обличчя; задньої та проміжної частин, які іннервують м'язи верхньої частини обличчя; та присередньої частини, яка відповідає за іннервацію вушних м'язів. У ядрі містяться нейрони, які іннервують тільки мімічні м'язи. Нейрони, які іннервують немімічні м'язи розміщені біля ядра, але не в ньому.